# Izutani Mitsunori
Mitsunori Izutani (sinh ngày 27 tháng 6 năm 1983) là một cầu thủ bóng đá người Nhật Bản.

## Sự nghiệp câu lạc bộ
Mitsunori Izutani đã từng chơi cho Ehime FC.